# Eucinetella kurbatovi
Eucinetella kurbatovi is een keversoort uit de familie buitelkevers (Eucinetidae). De wetenschappelijke naam van de soort werd in 1996 gepubliceerd door Nikolay Borisovich Nikitskiy.